# Riebeek-Wes
Riebeek-Wes (Nederlands, verouderd: Riebeek-West; Engels: Riebeek West) is een dorp met 4500 inwoners in de Zuid-Afrikaanse provincie West-Kaap.
Riebeek-Wes behoort tot de gemeente Swartland, die onderdeel van het district Weskus is.

## Subplaatsen
Het nationaal instituut voor de statistiek, Stats SA, deelt sinds de census 2011 deze hoofdplaats in in zogenaamde subplaatsen, en dat is er slechts één: Riebeek-Wes SP.

## Geboren
- Jan Christian Smuts (1870-1950), premier van de Unie van Zuid-Afrika
- Daniël François Malan (1874-1959), premier van de Unie van Zuid-Afrika

## Galerij

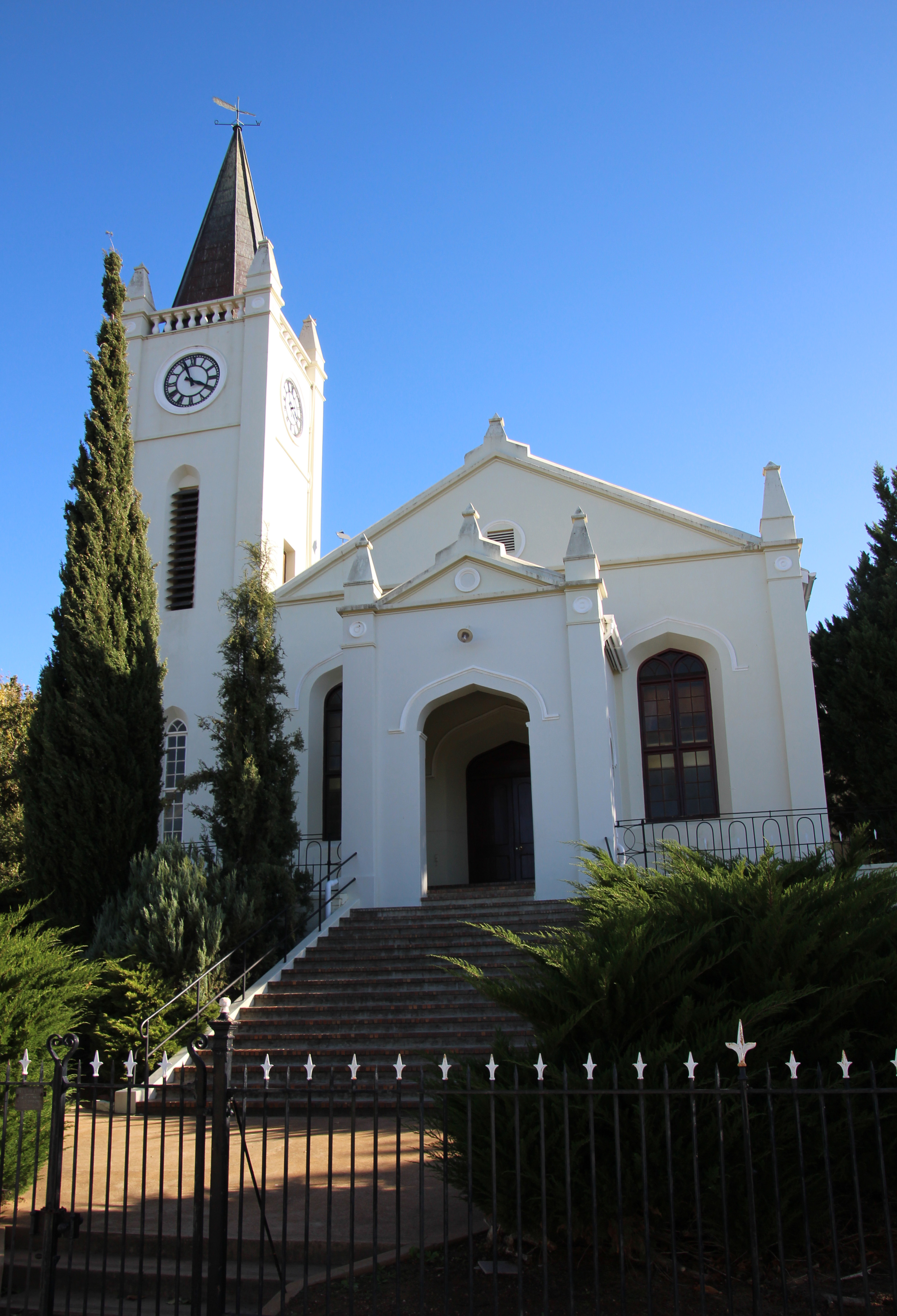
Nederlands-hervormde kerk in Riebeek-Wes